# Großer Preis von Portugal 1989
Der Große Preis von Portugal 1989 (offiziell XXIII Grande Prémio de Portugal) fand am 24. September auf dem Autódromo Fernanda Pires da Silvaist in der Nähe von Estoril statt und war das 13. Rennen der Formel-1-Weltmeisterschaft 1989.

## Berichte

### Hintergrund
Da Jean Alesi erneut seine Titelambitionen in der Formel 3000 gegenüber dem Formel-1-Engagement bei Tyrrell vorzog, wurde sein Cockpit ein weiteres Mal von Johnny Herbert übernommen.
Bertrand Gachot wurde bei Onyx durch den finnischen Neuling JJ Lehto ersetzt, nachdem er das Team öffentlich kritisiert hatte.
Mit Alain Prost (dreimal), Nigel Mansell und Ayrton Senna (jeweils einmal) traten drei ehemalige Sieger zu diesem Grand Prix an.

### Training
Yannick Dalmas und Nicola Larini wurden von der Teilnahme am Rennwochenende ausgeschlossen, da an ihren Rennwagen bei der technischen Abnahme nicht regelkonforme Änderungen festgestellt wurden.
Zwischen dem Pole-Setter Senna und seinem in der Weltmeisterschaftswertung führenden Teamkollegen Prost qualifizierten sich die beiden Ferrari-Piloten Gerhard Berger und Mansell für die Startplätze zwei und drei. Begünstigt durch spezielle Qualifying-Reifen von Pirelli erreichte Pierluigi Martini im Minardi den fünften Startplatz vor Williams-Pilot Riccardo Patrese.

### Rennen
Bereits am Start verlor Senna den ersten Platz an Berger und schließlich in der achten Runde auch den zweiten Rang an dessen Teamkollegen Mansell. Dieser verdrängte Berger in Runde 24 von der Spitze.
Als Mansell nach dem 39. Umlauf in die Boxengasse einbog, übernahm Martini für eine Runde die Führung. Mansell fuhr derweil an seiner Boxencrew vorbei. Als er diesen Fehler bemerkte, legte er den Rückwärtsgang ein und parkte auf diese Weise vor seiner Box ein, was einen klaren Regelverstoß darstellte. Folgerichtig zeigte ihm die Rennleitung die schwarze Flagge, um ihn zu disqualifizieren. Mansell ignorierte dies. Während er mit Senna in einen Zweikampf um den zweiten Platz verwickelt war, kollidierten die beiden und schieden aus. Prost gelangte dadurch auf den zweiten Platz hinter Berger. Stefan Johansson wurde Dritter vor Alessandro Nannini, Martini und Jonathan Palmer. Zum ersten und einzigen Mal konnte das Team Onyx einen Podiumsplatz verzeichnen.

## Meldeliste
| Team                            | Nr. | Fahrer                | Chassis         | Motor                    | Reifen |
| ------------------------------- | --- | --------------------- | --------------- | ------------------------ | ------ |
| Honda Marlboro McLaren          | 01  | Ayrton Senna          | McLaren MP4/5   | Honda RA109E 3.5 V10     | G      |
| Honda Marlboro McLaren          | 02  | Alain Prost           | McLaren MP4/5   | Honda RA109E 3.5 V10     | G      |
| Tyrrell Racing Organisation     | 03  | Jonathan Palmer       | Tyrrell 018     | Ford Cosworth DFR 3.5 V8 | G      |
| Tyrrell Racing Organisation     | 04  | Johnny Herbert        | Tyrrell 018     | Ford Cosworth DFR 3.5 V8 | G      |
| Canon Williams Team             | 05  | Thierry Boutsen       | Williams FW13   | Renault RS1 3.5 V10      | G      |
| Canon Williams Team             | 06  | Riccardo Patrese      | Williams FW13   | Renault RS1 3.5 V10      | G      |
| Motor Racing Developments       | 07  | Martin Brundle        | Brabham BT58    | Judd EV 3.5 V8           | P      |
| Motor Racing Developments       | 08  | Stefano Modena        | Brabham BT58    | Judd EV 3.5 V8           | P      |
| Arrows Grand Prix International | 09  | Derek Warwick         | Arrows A11      | Ford Cosworth DFR 3.5 V8 | G      |
| Arrows Grand Prix International | 10  | Eddie Cheever         | Arrows A11      | Ford Cosworth DFR 3.5 V8 | G      |
| Camel Team Lotus                | 11  | Nelson Piquet         | Lotus 101       | Judd CV 3.5 V8           | G      |
| Camel Team Lotus                | 12  | Satoru Nakajima       | Lotus 101       | Judd CV 3.5 V8           | G      |
| Leyton House March Racing Team  | 15  | Maurício Gugelmin     | March CG891     | Judd CV 3.5 V8           | G      |
| Leyton House March Racing Team  | 16  | Ivan Capelli          | March CG891     | Judd CV 3.5 V8           | G      |
| Osella Squadra Corse            | 17  | Nicola Larini         | Osella FA1M     | Ford Cosworth DFR 3.5 V8 | P      |
| Osella Squadra Corse            | 18  | Piercarlo Ghinzani    | Osella FA1M     | Ford Cosworth DFR 3.5 V8 | P      |
| Benetton Formula Ltd            | 19  | Alessandro Nannini    | Benetton B189   | Ford Cosworth DFR 3.5 V8 | G      |
| Benetton Formula Ltd            | 20  | Emanuele Pirro        | Benetton B189   | Ford Cosworth DFR 3.5 V8 | G      |
| BMS Scuderia Italia             | 21  | Alex Caffi            | Dallara BMS 189 | Ford Cosworth DFR 3.5 V8 | P      |
| BMS Scuderia Italia             | 22  | Andrea de Cesaris     | Dallara BMS 189 | Ford Cosworth DFR 3.5 V8 | P      |
| Minardi Team SpA                | 23  | Pierluigi Martini     | Minardi M189    | Ford Cosworth DFR 3.5 V8 | P      |
| Minardi Team SpA                | 24  | Luis Pérez-Sala       | Minardi M189    | Ford Cosworth DFR 3.5 V8 | P      |
| Ligier Loto                     | 25  | René Arnoux           | Ligier JS33     | Ford Cosworth DFR 3.5 V8 | G      |
| Ligier Loto                     | 26  | Olivier Grouillard    | Ligier JS33     | Ford Cosworth DFR 3.5 V8 | G      |
| Scuderia Ferrari SpA SEFAC      | 27  | Nigel Mansell         | Ferrari 640     | Ferrari 035/5 3.5 V12    | G      |
| Scuderia Ferrari SpA SEFAC      | 28  | Gerhard Berger        | Ferrari 640     | Ferrari 035/5 3.5 V12    | G      |
| Équipe Larrousse                | 29  | Michele Alboreto      | Lola LC89       | Lamborghini 3512 3.5 V12 | G      |
| Équipe Larrousse                | 30  | Philippe Alliot       | Lola LC89       | Lamborghini 3512 3.5 V12 | G      |
| Coloni SpA                      | 31  | Roberto Moreno        | Coloni FC189    | Ford Cosworth DFR 3.5 V8 | P      |
| Coloni SpA                      | 32  | Enrico Bertaggia      | Coloni FC189    | Ford Cosworth DFR 3.5 V8 | P      |
| EuroBrun Racing                 | 33  | Oscar Larrauri        | EuroBrun ER189  | Judd CV 3.5 V8           | P      |
| West Zakspeed Racing            | 34  | Bernd Schneider       | Zakspeed 891    | Yamaha OX88 3.5 V8       | P      |
| West Zakspeed Racing            | 35  | Aguri Suzuki          | Zakspeed 891    | Yamaha OX88 3.5 V8       | P      |
| Moneytron Onyx Formula One      | 36  | Stefan Johansson      | Onyx ORE-1      | Ford Cosworth DFR 3.5 V8 | G      |
| Moneytron Onyx Formula One      | 37  | JJ Lehto              | Onyx ORE-1      | Ford Cosworth DFR 3.5 V8 | G      |
| Rial Racing                     | 38  | Christian Danner      | Rial ARC2       | Ford Cosworth DFR 3.5 V8 | G      |
| Rial Racing                     | 39  | Pierre-Henri Raphanel | Rial ARC2       | Ford Cosworth DFR 3.5 V8 | G      |
| AGS Racing                      | 40  | Gabriele Tarquini     | AGS JH24        | Ford Cosworth DFR 3.5 V8 | G      |
| AGS Racing                      | 41  | Yannick Dalmas        | AGS JH24        | Ford Cosworth DFR 3.5 V8 | G      |

## Klassifikationen

### Qualifying
| Pos. | Fahrer                | Konstrukteur     | Vorqualifikation | Vorqualifikation  | 1. Qualifikationstraining | 1. Qualifikationstraining | 2. Qualifikationstraining | 2. Qualifikationstraining | Start |
| Pos. | Fahrer                | Konstrukteur     | Zeit             | Ø-Geschwindigkeit | Zeit                      | Ø-Geschwindigkeit         | Zeit                      | Ø-Geschwindigkeit         | Start |
| ---- | --------------------- | ---------------- | ---------------- | ----------------- | ------------------------- | ------------------------- | ------------------------- | ------------------------- | ----- |
| 01   | Ayrton Senna          | McLaren-Honda    | –                | –                 | 1:15,496                  | 207,428 km/h              | 1:15,468                  | 207,505 km/h              | 01    |
| 02   | Gerhard Berger        | Ferrari          | –                | –                 | 1:16,799                  | 203,909 km/h              | 1:16,059                  | 205,893 km/h              | 02    |
| 03   | Nigel Mansell         | Ferrari          | –                | –                 | 1:17,387                  | 202,360 km/h              | 1:16,193                  | 205,531 km/h              | 03    |
| 04   | Alain Prost           | McLaren-Honda    | –                | –                 | 1:17,336                  | 202,493 km/h              | 1:16,204                  | 205,501 km/h              | 04    |
| 05   | Pierluigi Martini     | Minardi-Ford     | –                | –                 | 1:16,938                  | 203,541 km/h              | 1:17,161                  | 202,952 km/h              | 05    |
| 06   | Riccardo Patrese      | Williams-Renault | –                | –                 | 1:17,281                  | 202,637 km/h              | 1:17,852                  | 201,151 km/h              | 06    |
| 07   | Alex Caffi            | Dallara-Ford     | –                | –                 | 1:18,623                  | 199,178 km/h              | 1:17,661                  | 201,646 km/h              | 07    |
| 08   | Thierry Boutsen       | Williams-Renault | –                | –                 | 1:17,801                  | 201,283 km/h              | 1:17,888                  | 201,058 km/h              | 08    |
| 09   | Luis Pérez-Sala       | Minardi-Ford     | –                | –                 | 1:17,844                  | 201,172 km/h              | 1:18,305                  | 199,987 km/h              | 09    |
| 10   | Martin Brundle        | Brabham-Judd     | –                | –                 | 1:17,874                  | 201,094 km/h              | 1:17,995                  | 200,782 km/h              | 10    |
| 11   | Stefano Modena        | Brabham-Judd     | –                | –                 | 1:18,589                  | 199,265 km/h              | 1:18,093                  | 200,530 km/h              | 11    |
| 12   | Stefan Johansson      | Onyx-Ford        | 1:18,623         | 199,178 km/h      | 1:19,281                  | 197,525 km/h              | 1:18,105                  | 200,499 km/h              | 12    |
| 13   | Alessandro Nannini    | Benetton-Ford    | –                | –                 | 1:18,115                  | 200,474 km/h              | 1:18,359                  | 199,849 km/h              | 13    |
| 14   | Maurício Gugelmin     | March-Judd       | –                | –                 | 1:18,124                  | 200,451 km/h              | 1:18,277                  | 200,059 km/h              | 14    |
| 15   | Roberto Moreno        | Coloni-Ford      | 1:19,780         | 196,290 km/h      | 1:18,196                  | 200,266 km/h              | 1:20,512                  | 194,505 km/h              | 15    |
| 16   | Emanuele Pirro        | Benetton-Ford    | –                | –                 | 1:18,340                  | 199,898 km/h              | 1:18,328                  | 199,929 km/h              | 16    |
| 17   | Philippe Alliot       | Lola-Lamborghini | 1:19,164         | 197,817 km/h      | 1:19,306                  | 197,463 km/h              | 1:18,386                  | 199,781 km/h              | 17    |
| 18   | Jonathan Palmer       | Tyrrell-Ford     | –                | –                 | 1:19,172                  | 197,797 km/h              | 1:18,404                  | 199,735 km/h              | 18    |
| 19   | Andrea de Cesaris     | Dallara-Ford     | –                | –                 | 1:18,442                  | 199,638 km/h              | 1:18,511                  | 199,462 km/h              | 19    |
| 20   | Nelson Piquet         | Lotus-Judd       | –                | –                 | 1:18,482                  | 199,536 km/h              | 1:18,682                  | 199,029 km/h              | 20    |
| 21   | Michele Alboreto      | Lola-Lamborghini | 1:19,869         | 196,071 km/h      | 1:18,563                  | 199,330 km/h              | 1:18,846                  | 198,615 km/h              | 21    |
| 22   | Derek Warwick         | Arrows-Ford      | –                | –                 | 1:18,711                  | 198,956 km/h              | 1:18,892                  | 198,499 km/h              | 22    |
| 23   | René Arnoux           | Ligier-Ford      | –                | –                 | 1:18,767                  | 198,814 km/h              | 1:19,979                  | 195,801 km/h              | 23    |
| 24   | Ivan Capelli          | March-Judd       | –                | –                 | 1:19,079                  | 198,030 km/h              | 1:18,785                  | 198,769 km/h              | 24    |
| 25   | Satoru Nakajima       | Lotus-Judd       | –                | –                 | 1:19,278                  | 197,533 km/h              | 1:19,165                  | 197,815 km/h              | 25    |
| 26   | Eddie Cheever         | Arrows-Ford      | –                | –                 | 1:19,247                  | 197,610 km/h              | 1:20,006                  | 195,735 km/h              | 26    |
| DNQ  | Johnny Herbert        | Tyrrell-Ford     | –                | –                 | 1:19,515                  | 196,944 km/h              | 1:19,264                  | 197,568 km/h              | –     |
| DNQ  | Olivier Grouillard    | Ligier-Ford      | –                | –                 | 1:19,605                  | 196,721 km/h              | 1:19,436                  | 197,140 km/h              | –     |
| DNQ  | Pierre-Henri Raphanel | Rial-Ford        | –                | –                 | –                         | –                         | 1:21,435                  | 192,301 km/h              | –     |
| DNQ  | Christian Danner      | Rial-Ford        | –                | –                 | 1:21,678                  | 191,728 km/h              | 1:22,423                  | 189,996 km/h              | –     |
| DNPQ | JJ Lehto              | Onyx-Ford        | 1:20,880         | 193,620 km/h      | –                         | –                         | –                         | –                         | –     |
| DNPQ | Piercarlo Ghinzani    | Osella-Ford      | 1:21,021         | 193,283 km/h      | –                         | –                         | –                         | –                         | –     |
| DNPQ | Oscar Larrauri        | EuroBrun-Judd    | 1:21,326         | 192,558 km/h      | –                         | –                         | –                         | –                         | –     |
| DNPQ | Gabriele Tarquini     | AGS-Ford         | 1:21,881         | 191,253 km/h      | –                         | –                         | –                         | –                         | –     |
| DNPQ | Aguri Suzuki          | Zakspeed-Yamaha  | 1:24,116         | 186,171 km/h      | –                         | –                         | –                         | –                         | –     |
| DNPQ | Bernd Schneider       | Zakspeed-Yamaha  | 1:24,732         | 184,818 km/h      | –                         | –                         | –                         | –                         | –     |
| DNPQ | Enrico Bertaggia      | Coloni-Ford      | 1:28,526         | 176,897 km/h      | –                         | –                         | –                         | –                         | –     |
| DSQ  | Yannick Dalmas        | AGS-Ford         | –                | –                 | –                         | –                         | –                         | –                         | –     |
| DSQ  | Nicola Larini         | Osella-Ford      | –                | –                 | –                         | –                         | –                         | –                         | –     |

### Rennen
| Pos. | Fahrer             | Konstrukteur     | Runden | Stopps | Zeit        | Start | Schnellste Runde |
| ---- | ------------------ | ---------------- | ------ | ------ | ----------- | ----- | ---------------- |
| 01   | Gerhard Berger     | Ferrari          | 71     | 1      | 1:36:48,546 | 02    | 1:18,986         |
| 02   | Alain Prost        | McLaren-Honda    | 71     | 1      | + 32,637    | 04    | 1:19,385         |
| 03   | Stefan Johansson   | Onyx-Ford        | 71     | 0      | + 55,325    | 12    | 1:21,224         |
| 04   | Alessandro Nannini | Benetton-Ford    | 71     | 0      | + 1:22,369  | 13    | 1:20,722         |
| 05   | Pierluigi Martini  | Minardi-Ford     | 70     | 0      | + 1 Runde   | 05    | 1:21,170         |
| 06   | Jonathan Palmer    | Tyrrell-Ford     | 70     | 0      | + 1 Runde   | 18    | 1:21,562         |
| 07   | Satoru Nakajima    | Lotus-Judd       | 70     | 0      | + 1 Runde   | 25    | 1:21,794         |
| 08   | Martin Brundle     | Brabham-Judd     | 70     | 0      | + 1 Runde   | 10    | 1:21,167         |
| 09   | Philippe Alliot    | Lola-Lamborghini | 70     | 0      | + 1 Runde   | 17    | 1:20,697         |
| 10   | Maurício Gugelmin  | March-Judd       | 69     | 0      | + 2 Runden  | 14    | 1:20,571         |
| 11   | Michele Alboreto   | Lola-Lamborghini | 69     | 0      | + 2 Runden  | 21    | 1:21,756         |
| 12   | Luis Pérez-Sala    | Minardi-Ford     | 69     | 0      | + 2 Runden  | 09    | 1:22,114         |
| 13   | René Arnoux        | Ligier-Ford      | 69     | 0      | + 2 Runden  | 23    | 1:21,603         |
| 14   | Stefano Modena     | Brabham-Judd     | 69     | 0      | + 2 Runden  | 11    | 1:21,451         |
| –    | Riccardo Patrese   | Williams-Renault | 60     | 0      | DNF         | 06    | 1:19,796         |
| –    | Thierry Boutsen    | Williams-Renault | 60     | 0      | DNF         | 08    | 1:19,575         |
| –    | Ayrton Senna       | McLaren-Honda    | 48     | 1      | DNF         | 01    | 1:19,490         |
| –    | Derek Warwick      | Arrows-Ford      | 37     | 0      | DNF         | 22    | 1:22,926         |
| –    | Nelson Piquet      | Lotus-Judd       | 33     | 0      | DNF         | 20    | 1:22,356         |
| –    | Alex Caffi         | Dallara-Ford     | 33     | 0      | DNF         | 07    | 1:21,300         |
| –    | Emanuele Pirro     | Benetton-Ford    | 29     | 0      | DNF         | 16    | 1:24,080         |
| –    | Ivan Capelli       | March-Judd       | 25     | 0      | DNF         | 24    | 1:22,873         |
| –    | Eddie Cheever      | Arrows-Ford      | 24     | 0      | DNF         | 26    | 1:23,732         |
| –    | Andrea de Cesaris  | Dallara-Ford     | 17     | 0      | DNF         | 19    | 1:23,592         |
| –    | Roberto Moreno     | Coloni-Ford      | 11     | 0      | DNF         | 15    | 1:25,411         |
| DSQ  | Nigel Mansell      | Ferrari          | 45     | 1      | DNF         | 03    | 1:19,047         |

## WM-Stände nach dem Rennen
Die ersten sechs des Rennens bekamen 9, 6, 4, 3, 2 bzw. 1 Punkt(e). Streichresultate sind in Klammern gesetzt. In der Fahrerwertung wurden die besten elf Resultate, in der Konstrukteurswertung alle Resultate gewertet.

### Fahrerwertung
| Pos. | Fahrer             | Konstrukteur                    | Punkte  |
| ---- | ------------------ | ------------------------------- | ------- |
| 01   | Alain Prost        | McLaren-Honda                   | 75 (77) |
| 02   | Ayrton Senna       | McLaren-Honda                   | 51      |
| 03   | Nigel Mansell      | Ferrari                         | 38      |
| 04   | Riccardo Patrese   | Williams-Renault                | 28      |
| 05   | Thierry Boutsen    | Williams-Renault                | 24      |
| 06   | Alessandro Nannini | Benetton-Ford                   | 17      |
| 07   | Gerhard Berger     | Ferrari                         | 15      |
| 08   | Nelson Piquet      | Lotus-Judd                      | 9       |
| 09   | Eddie Cheever      | Arrows-Ford                     | 6       |
| 10   | Michele Alboreto   | Tyrrell-Ford / Lola-Lamborghini | 6       |
| 11   | Derek Warwick      | Arrows-Ford                     | 6       |
| 12   | Stefan Johansson   | Onyx-Ford                       | 6       |
| 13   | Johnny Herbert     | Benetton-Ford / Tyrrell-Ford    | 5       |
| 14   | Jean Alesi         | Tyrrell-Ford                    | 5       |
| 15   | Andrea de Cesaris  | Dallara-Ford                    | 4       |
| 16   | Alex Caffi         | Dallara-Ford                    | 4       |
| 17   | Stefano Modena     | Brabham-Judd                    | 4       |
| 18   | Maurício Gugelmin  | March-Judd                      | 4       |
| 19   | Pierluigi Martini  | Minardi-Ford                    | 4       |
| 20   | Christian Danner   | Rial-Ford                       | 3       |

| Pos. | Fahrer                | Konstrukteur     | Punkte |
| ---- | --------------------- | ---------------- | ------ |
| 21   | René Arnoux           | Ligier-Ford      | 2      |
| 22   | Martin Brundle        | Brabham-Judd     | 2      |
| 23   | Jonathan Palmer       | Tyrrell-Ford     | 2      |
| 24   | Gabriele Tarquini     | AGS-Ford         | 1      |
| 25   | Luis Pérez-Sala       | Minardi-Ford     | 1      |
| 26   | Olivier Grouillard    | Ligier-Ford      | 1      |
| 27   | Satoru Nakajima       | Lotus-Judd       | 0      |
| 28   | Emanuele Pirro        | Benetton-Ford    | 0      |
| 29   | Philippe Alliot       | Lola-Lamborghini | 0      |
| 30   | Ivan Capelli          | March-Judd       | 0      |
| 31   | Éric Bernard          | Lola-Lamborghini | 0      |
| 32   | Bertrand Gachot       | Onyx-Ford        | 0      |
| 33   | Nicola Larini         | Osella-Ford      | 0      |
| 34   | Martin Donnelly       | Arrows-Ford      | 0      |
| –    | Roberto Moreno        | Coloni-Ford      | 0      |
| –    | Bernd Schneider       | Zakspeed-Yamaha  | 0      |
| –    | Pierre-Henri Raphanel | Coloni-Ford      | 0      |
| –    | Yannick Dalmas        | Lola-Lamborghini | 0      |
| –    | Piercarlo Ghinzani    | Osella-Ford      | 0      |

### Konstrukteurswertung
| Pos. | Konstrukteur     | Punkte |
| ---- | ---------------- | ------ |
| 01   | McLaren-Honda    | 128    |
| 02   | Ferrari          | 53     |
| 03   | Williams-Renault | 52     |
| 04   | Benetton-Ford    | 22     |
| 05   | Tyrrell-Ford     | 13     |
| 06   | Arrows-Ford      | 12     |
| 07   | Lotus-Judd       | 9      |
| 08   | Dallara-Ford     | 8      |
| 09   | Onyx-Ford        | 6      |
| 10   | Brabham-Judd     | 6      |

| Pos. | Konstrukteur     | Punkte |
| ---- | ---------------- | ------ |
| 11   | Minardi-Ford     | 5      |
| 12   | March-Judd       | 4      |
| 13   | Ligier-Ford      | 3      |
| 14   | Rial-Ford        | 3      |
| 15   | AGS-Ford         | 1      |
| 16   | Lola-Lamborghini | 0      |
| 17   | Osella-Ford      | 0      |
| –    | Coloni-Ford      | 0      |
| –    | Zakspeed-Yamaha  | 0      |